# 臥虎山莊
臥虎山莊，是一個位於緬甸果敢自治區的電詐基地，由果敢統治家族之一的明學昌家族建立和經營。其佔地近200畝，內有各種設施和設備，包括建有別墅、酒店、商場等，並配備了高科技和防禦設備。電詐人員來自世界各地，其中大多是中華人民共和國公民，他們專門從事冒充公職人員等類型的詐騙活動。據《南方都市報》報導指，臥虎山莊是果敢最早發展和最大的電詐基地。而《澎湃新聞》報導指，儘管臥虎山莊很出名，「但比它厲害的還多的是」。

## 歷史
明氏家族在果敢老街的東城幸福橋等地，建立了多個電詐園區，臥虎山莊為其中之一。該處本來是經營著賭場、酒店、射擊等一系列的業務的娛樂城。明學昌的大兒子明國安，他是老街警察21營的營長。2019年3月18日，其與中國公民黃文勝、陳昌飛等投資人員簽訂了土地買賣協議，將該處土地賣給了他們。黃文勝、陳昌飛等人在該土地上建了四棟大樓，並以3,600萬的價格轉賣給了中國公民傅文斌。傅文斌在該處建立了一個詐騙園區，與明國安從事詐騙犯罪活動。但在明國安墜馬癱瘓（一說成為植物人）後，臥虎山莊重歸明氏家族管理。
明學昌的二兒子明國平，是當地的民兵隊長，指揮著武裝力量，在明國安墜馬癱瘓以後，他成為老街警察事實上的首腦，並負責守衛臥虎山莊。明學昌的長女明菊蘭和孫女明珍珍，則是詐騙集團的主要負責人。而明學昌作為緬甸撣邦的前議員、果敢自治區的副主席，有很高的社會地位，為明氏家族的違法行為和電詐帝國提供了保護傘。
臥虎山莊在明家的經營下成為最大也是最知名的緬北電詐基地。直至2023年10月20日，明氏家族的民兵在臥虎山莊屠殺試圖逃走的中國籍詐騙人員和中國臥底警察（但中国公安后来辟谣称受害者并非警务人员），是為1020事件。及其後10月27日，反緬甸軍政府武裝緬甸民族民主同盟軍、若開軍和德昂民族解放軍的三兄弟聯盟以「反電詐」名義突襲緬甸軍事哨所，是為1027行動，開啟明氏家族和臥虎山莊覆滅的序幕。
10月30日，緬甸軍政府委派軍方專項在臥虎山莊抓捕700餘名非法入境緬甸的中國籍詐騙人員。10月31日，緬甸地方警察部隊抓捕另外300餘名在逃的中國籍詐騙人員。11月12日，中國浙江省溫州公安對明學昌、明國平、明菊蘭、明珍珍4人公開懸賞通緝。
11月15日夜間，緬方進行抓捕明學昌家族行動，明學昌在行動中自殺身亡。11月16日，被抓捕的明氏家族成員明國平、明菊蘭、明珍珍在中國南傘口岸移交中國警方。
12月8日，卧虎山庄被果敢同盟军占领。

## 經營手法
臥虎山莊由多個電詐集團經營，詐騙人員通過電話、網絡或社交媒體，以各種手段騙取中國境內以及印度、美國、加拿大等國家的受害者的錢財。這些詐騙人員通常被四大家族和詐騙集團以高薪或其他誘惑招募，到緬甸的路費、詐騙活動期間的食宿均由詐騙集團免費提供。但他們到了果敢地區後，就被剝奪了自由，被迫在嚴密的監控下工作，不能隨意離開或聯繫外界。一旦被發現有逃跑或反抗的意圖，就會遭到嚴厲的懲罰，甚至被殺害。
據《南方都市報》引用中國法院對涉及臥虎山莊電詐組織的判決書《丹恩君詐騙罪一審刑事判決書》顯示，臥虎山莊以「公司化」模式運作，其下設了「拉手組」（負責用電話聯繫受騙者）、「代辦員組」（也稱「兵工廠組」，負責具體實施詐騙行為）、「財務組」、「網絡維護組」和「後勤保障組」等部門。
詐騙窩點由當地的地方武裝保護，每個成員都用外號，並按照規定的時間上下班和食宿，公民身份證、手機等個人物品要交給管理人員保管。詐騙人員每天從管理人員那裡拿到工作手機、電腦、電話號碼、QQ號等作案工具。
透過「拉手」通話管理人員提供的電話，受害人首先需聯絡當天的「代辦員」QQ號碼以提出貸款需求；接下來，由「代辦員」使用犯罪集團提供的工作設備，如電腦和手機，遵循預先準備好的「話術劇本」，透過QQ號碼與受害人取得聯繫，誘使其下載虛構的貸款應用程式，包括「容易貸」「容好貸」「藍創貸」「功夫貸」「工薪貸」，並填寫個人資料及貸款金額。
隨後，「代辦員」將在幕後管理並檢視客戶資訊，修改數據，聲稱被害人的貸款已批准，要求支付6%的包裝費至指定帳戶，實施欺詐。當被害人發現未收到貸款時，以「認證金」「刷流水」「解凍金」「私人走賬」等理由持續要求被害人支付金額。
根據《丹恩君詐騙罪一審刑事判決書》和《羅渣、陳兵詐騙、偷越國（邊）境一審刑事判決書》稱，「拉手」每月接收固定薪酬，而「代辦員」則不受定期薪酬，只依據其成功詐騙金額的12%提成；單日詐騙金額超過30,000元人民幣的，還可額外獲得1,000元人民幣獎金；單日詐騙總額達到5萬元人民幣時，另外贈送2,000元人民幣額外獎金；若單日詐騙總金額達到10萬元人民幣，則額外獲得5,000元人民幣的獎金。